# 中央八项规定
十八届中央政治局关于改进工作作风、密切联系群众的八项规定，简称“中央八项规定”，是中共中央总书记习近平在2012年12月4日主持的第18届中共中央政治局会议上提出，会议上分析及研究了2013年经济工作，并且审议了中共中央政治局关于改进工作作风及密切联系群众的八项规定。2017年10月27日，十九届中央政治局会议审议通过《中共中央政治局贯彻落实中央八项规定的实施细则》。2025年全国两会后再度启动“深入贯彻中央八项规定精神学习教育”。学习教育在當月7月底前基本结束。

## 具体内容
|  | 一、要改进调查研究，到基层调研要深入了解真实情况，总结经验、研究问题、解决困难、指导工作，向群众学习、向实践学习，多同群众座谈，多同干部谈心，多商量讨论，多解剖典型，多到困难和矛盾集中、群众意见多的地方去，切忌走过场、搞形式主义；要轻车简从、减少陪同、简化接待，不张贴悬挂标语横幅，不安排群众迎送，不铺设迎宾地毯，不摆放花草，不安排宴请。 二、要精简会议活动，切实改进会风，严格控制以中央名义召开的各类全国性会议和举行的重大活动，不开泛泛部署工作和提要求的会，未经中央批准一律不出席各类剪彩、奠基活动和庆祝会、纪念会、表彰会、博览会、研讨会及各类论坛；提高会议实效，开短会、讲短话，力戒空话、套话。 三、要精简文件简报，切实改进文风，没有实质内容、可发可不发的文件、简报一律不发。 四、要规范出访活动，从外交工作大局需要出发合理安排出访活动，严格控制出访随行人员，严格按照规定乘坐交通工具，一般不安排中资机构、华侨华人、留学生代表等到机场迎送。 五、要改进警卫工作，坚持有利于联系群众的原则，减少交通管制，一般情况下不得封路、不清场闭馆。 六、要改进新闻报道，中央政治局同志出席会议和活动应根据工作需要、新闻价值、社会效果决定是否报道，进一步压缩报道的数量、字数、时长。 七、要严格文稿发表，除中央统一安排外，个人不公开出版著作、讲话单行本，不发贺信、贺电，不题词、题字。 八、要厉行勤俭节约，严格遵守廉洁从政有关规定，严格执行住房、车辆配备等有关工作和生活待遇的规定。 |

## “八项规定”表情包
“八项规定”实施五周年之际的2017年12月，中共中央纪律检查委员会发布了一套“八项规定”微信表情包，包括“精简文件”、“禁止出入私人会所”、“八项规定改变中国”等。相关负责人认为，表情包的传播方式，符合广大网友的需求，现场感与代入感较强，用户体验效果也好。

## 效果
2021年全國共查處違反中央八項規定精神問題104223起，批評教育幫助和處理150362人，其中黨紀政務處分101224人。從查處級別看，2021年，全國共查處省部級領導干部違反中央八項規定精神問題7起，查處地廳級領導干部問題565起，查處縣處級領導干部問題7490起。2025年6月9日之后，通知所有党员干部不管是因公还是因私哪怕是和家人吃饭都需要报备.

### 对餐饮业的影响

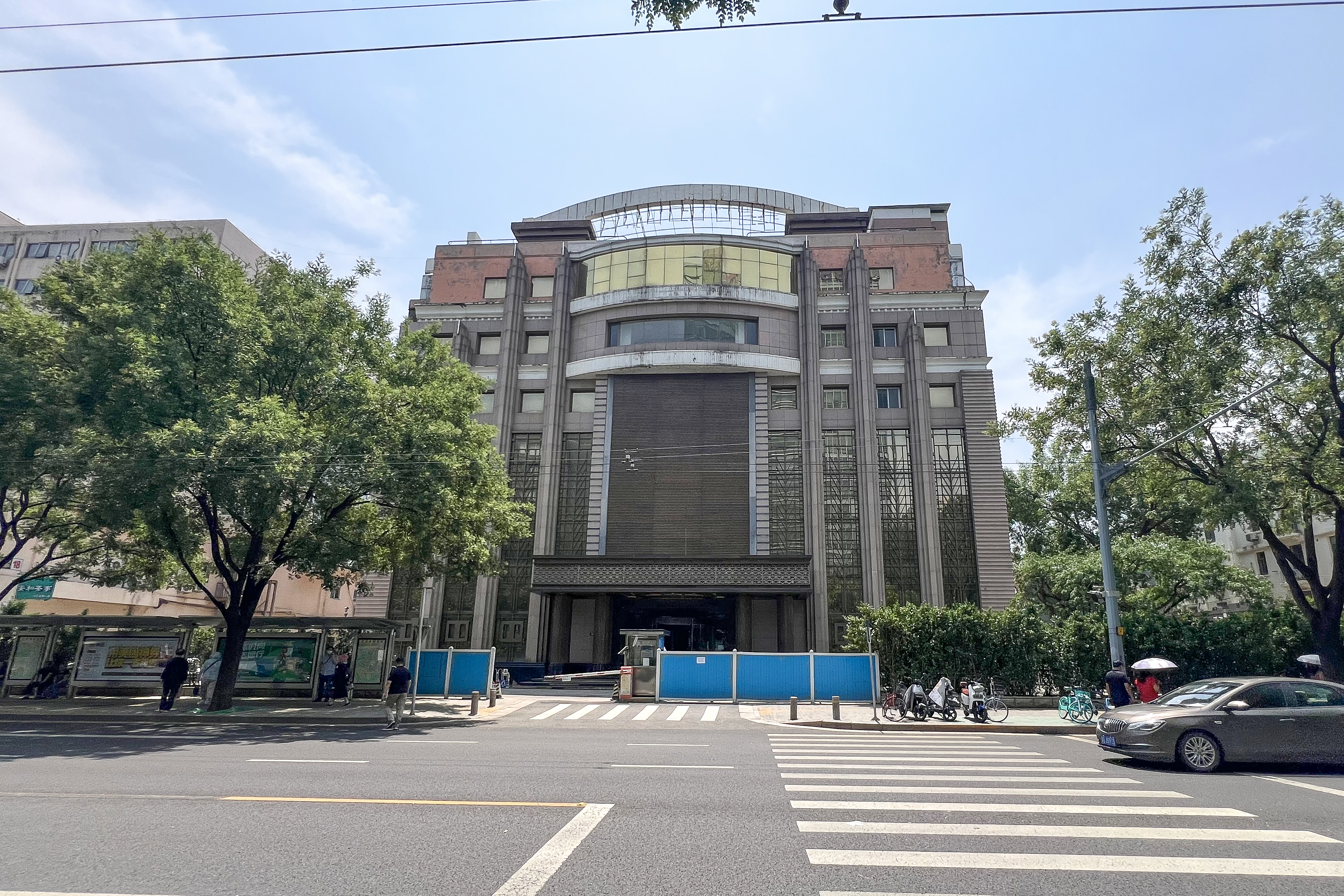
位于北京月坛南街24号的湘鄂情月坛店旧址，该店曾因临近多个国家部委而主打商务宴请，但在八项规定出台后因多次转型失败而结业，改为西城区工人文化宫，后闲置

八项规定出台后，中国内地原先以公务接待为主的高端餐饮业开始萎缩，2012年12月底更是出现了已订好的饭局被纷纷取消的现象，公务员群体被要求“近期不要去外面吃饭”。一些国有企业也精简了年会规模（年会不设晚宴），或是直接将年会取消。2013年春节期间，北京、上海、苏州、成都等大中城市的高端餐饮场所营业收入普遍比2012年同期下降20%左右，部分餐饮企业的营业收入降幅甚至超过30%，更有个别四星、五星级酒店餐饮首次出现春节歇业现象。2013年春节期间，各地高档酒店的高档菜肴及高档白酒销售额亦出现明显下降。